# Naissance en 1930
Naissance
- 1926
- 1927
- 1928
- 1929
- 1930
- 1931
- 1932
- 1933
- 1934

Cette page dresse une liste de personnalités nées au cours de l'année 1930 présentée dans l'ordre chronologique.
La liste des personnes référencées dans Wikipédia est disponible dans la page de la Catégorie:Naissance en 1930.

## Janvier
- 1er janvier :
  - Jean-Pierre Duprey, poète, sculpteur et peintre français († 2 octobre 1959).
  - Andrea Maria Erba, évêque barnabite italien († 21 mai 2016).
  - Barkat Gourad Hamadou, homme politique djiboutien († 17 mars 2018).
  - Ty Hardin, acteur américain († 3 août 2017).
- 2 janvier : Donato Piazza, coureur cycliste italien († 14 septembre 1997).
- 3 janvier :
  - Marcel Dubé, dramaturge et scénariste québécois canadien († 7 avril 2016).
  - Robert Loggia, acteur et réalisateur américain († 4 décembre 2015).
- 4 janvier :
  - Sorrell Booke, acteur et réalisateur américain († 12 février 1994).
  - Abderrazak Rassaa, homme politique tunisien († 7 janvier 2020).
- 5 janvier :
  - Edward Givens, astronaute américain († 6 juin 1967).
  - Jan Lebenstein, peintre et graphiste polonais († 28 mai 1999).
  - Victor Van Offenwert, footballeur belge († 26 décembre 2008).
- 6 janvier :
  - Vic Tayback, acteur et réalisateur américain († 25 mai 1990).
  - Mira Zore-Armanda, océanographe croate († 8 avril 2012).
- 7 janvier : Saâdeddine Zmerli, homme politique et urologue tunisien († 26 mars 2021).
- 11 janvier :
  - Harold Greenberg, homme d'affaires canadien († 1er juillet 1996).
  - Angela Paton, actrice américaine († 26 mai 2016).
  - Rod Taylor, acteur, producteur et scénariste australien († 7 janvier 2015).
- 12 janvier :
  - Tim Horton, joueur de hockey sur glace canadien († 21 février 1974).
  - Glenn Yarbrough, chanteur et musicien de folk américain († 11 août 2016).
  - Simone Vierne, universitaire et vernienne française († 18 janvier 2016).
- 13 janvier : Françoise Prévost, actrice française († 30 novembre 1997).
- 14 janvier :
  - René Bonino, athlète français spécialiste du 100 mètres († 18 août 2016).
  - Miguel Chacón, coureur cycliste espagnol († 28 juillet 2011).
  - Kenny Wheeler, compositeur de jazz canadien († 18 septembre 2014).
- 15 janvier :
  - Paul Ahyi, sculpteur, architecte, peintre, architecte d'intérieur et auteur togolais († 4 janvier 2010).
  - Hédi Baccouche, homme d'État tunisien († 21 janvier 2020).
  - Michel Chapuis, organiste, concertiste, improvisateur et professeur de musique français († 12 septembre 2017).
- 16 janvier : Julio Silva, peintre et sculpteur franco-argentin († 4 avril 2020).
- 17 janvier : Dick Contino, accordéoniste américain († 19 avril 2017).
- 18 janvier :
  - Samuel Flatto-Sharon, homme d'affaires et homme politique franco-israélien († 7 décembre 2018).
  - Maria de Lourdes Pintasilgo femme politique portugaise, ancien premier ministre du Portugal († 10 juillet 2004).
  - Shōgorō Nishimura, réalisateur japonais († 1er août 2017).
- 19 janvier :
  - Tippi Hedren, actrice américaine.
  - François Mercurio, footballeur français († 27 décembre 2010).
  - Shomei Tomatsu, photographe japonais († 14 décembre 2012).
- 20 janvier :
  - Buzz Aldrin, astronaute américain.
  - Egon Bondy, poète, philosophe, dramaturge et romancier tchèque († 9 avril 2007).
  - Jan Nolten, coureur cycliste néerlandais († 13 juillet 2014).
- 21 janvier :
  - John Campbell-Jones, pilote automobile britannique († 24 mars 2020).
  - Marc Janson, peintre français († 12 janvier 2022).
  - Günter Lamprecht, acteur allemand († 4 octobre 2022).
- 22 janvier :
  - Alberto Arbasino, écrivain, essayiste et homme politique italien † 22 mars 2020).
  - Jean Coussirou, préfet français († 6 mai 2006).
  - Pierre Petit, homme politique martiniquais († 4 février 2022).
- 23 janvier :
  - Erich Kleinschuster, tromboniste de jazz autrichien († 12 septembre 2018).
  - William Pogue, astronaute américain († 4 mars 2014).
  - Mervyn Rose, joueur puis entraîneur de tennis australien († 23 juillet 2017).
  - Derek Walcott, poète, dramaturge et artiste saint-lucien de langue anglaise († 17 mars 2017).
- 24 janvier :
  - Terence Bayler, acteur néo-zélandais († 2 août 2016).
  - Pierre Bellon, entrepreneur et milliardaire français († 31 janvier 2022).
  - Kjell Eugenio Laugerud García, militaire et homme d'État guatémaltèque († 9 décembre 2009).
- 26 janvier :
  - Napoleón Abueva, sculpteur philippin († 16 février 2018).
  - Ernest Denis, homme politique français († 5 mars 1996).
  - Assar Lindbeck, économiste suédois († 28 août 2020).
  - Henri Malberg, homme politique français († 13 juillet 2017).
- 27 janvier :
  - Aloysius Matthew Ambrozic, cardinal canadien, archevêque émérite de Toronto († 26 août 2011).
  - Takao Aeba: théoricien de la littérature japonais († 21 février 2017).
- 29 janvier : Carlos Loyzaga, joueur et entraîneur philippin de basket-ball († 27 janvier 2016).
- 30 janvier :
  - Gene Hackman, acteur et romancier américain († 17 février 2025).
  - Robert Loggia, acteur et réalisateur américain († 4 décembre 2015).

## Février
- 1er février :
  - Shahabuddin Ahmed, homme politique, deux fois président du Bangladesh († 19 mars 2022).
  - Peter Tapsell, homme politique britannique († 18 août 2018).
- 2 février : Pavel Canda, peintre juif d'origine tchèque († 17 avril 1995).
- 3 février :
  - Gillian Ayres, peintre britannique († 11 avril 2018)
  - Herbert Mäder, photographe, photojournaliste et politicien suisse († 23 janvier 2017).
- 4 février :
  - Jim Loscutoff, joueur de basket-ball américain († 1er décembre 2015).
  - Anthony Madigan, boxeur australien († 29 octobre 2017).
  - Gérard Poirier, comédien et metteur en scène canadien († 19 décembre 2021).
- 5 février :
  - Pierre Debauche, comédien, metteur en scène, poète, chanteur et directeur de théâtre franco-belge († 23 décembre 2017).
  - Ulf Söderblom, chef d'orchestre et professeur de musique finlandais († 4 février 2016).
  - Liliane Wouters, poétesse, auteur dramatique, traductrice, anthologiste et essayiste belge († 28 février 2016).
- 6 février :
  - Allan King, réalisateur, producteur et scénariste canadien († 15 juin 2009).
  - Claude Martin, rameur et homme politique français († 5 décembre 2017).
- 7 février : Ikutarō Kakehashi, ingénieur et fabricant japonais († 1er avril 2017).
- 8 février :
  - Luis Aloy Vidal, joueur et entraîneur de football espagnol († 8 juin 2012).
  - Catherine Hardy, athlète américaine spécialiste du sprint († 8 septembre 2017).
- 10 février : Robert Wagner, acteur américain.
- 11 février : 
  - James Polshek, architecte américain († 9 septembre 2022).
  - Mary Quant, créatrice de mode britannique († 13 avril 2023).
- 13 février :
  - Ernst Fuchs, peintre, dessinateur, graveur, sculpteur, architecte, scénographe, compositeur, poète et chanteur autrichien († 9 novembre 2015).
  - Ronald Stretton, coureur cycliste britannique († 12 novembre 2012).
- 14 février : Harry Mathews, écrivain américain († 25 janvier 2017).
- 15 février :
  - Jean Bonfils, évêque catholique français, évêque émérite de Nice.
  - Cesarino Cervellati, footballeur italien († 13 avril 2018).
  - Bruce Dawe, poète et professeur de littérature australien († 1er avril 2020).
  - Barthélémy Ohouens, militaire et homme politique bénonois († 14 février 1996).
- 16 février :
  - Ricou Browning, réalisateur de seconde équipe, directeur de la photographie sous-marine, cascadeur et acteur américain († 27 février 2023).
  - Robert de Caumont, homme politique français († 14 août 2017).
  - Jack Sears, pilote automobile britannique († 7 août 2016).
- 17 février : Ruth Rendell, auteur britannique de romans policiers et psychologiques († 2 mai 2015).
- 18 février :
  - Henri Burin des Roziers, frère dominicain français, avocat au barreau de Paris († 26 novembre 2017).
  - Theodore Freeman, astronaute américain († 31 octobre 1964).
  - Wolfgang Smith, mathématicien, physicien, philosophe des sciences et métaphysicien américain († 19 juillet 2024).
- 19 février :
  - Kjell Espmark, poète, romancier et historien de la littérature suédois († 18 septembre 2022).
  - John Frankenheimer, cinéaste américain († 6 juillet 2002).
- 22 février :
  - Walter Mischel, psychologue américain d'origine autrichienne († 12 septembre 2018).
  - Marni Nixon, chanteuse et comédienne américaine († 24 juillet 2016).
- 23 février :
  - Jef Geeraerts, écrivain belge d'expression néerlandaise († 11 mai 2015).
  - Paul West, écrivain britannique († 18 octobre 2015).
- 24 février : Donald Cohan, skipper américain († 20 octobre 2018).
- 25 février :
  - Michel Albert, économiste français († 19 mars 2015).
  - Wendy Beckett, religieuse et historienne de l'art britannique († 26 décembre 2018).
  - Edi Ziegler, coureur cycliste allemand († 19 mars 2020).
- 26 février :
  - Lazar Berman, pianiste italien d'origine russe († 6 février 2005).
  - Lionel Cox, coureur cycliste australien († 9 mars 2010).
  - Vladimir Kesarev, joueur et entraîneur de football russe († 19 janvier 2015).
  - James Leslie « Les » McMahon, homme politique australien († 23 janvier 2015).
  - Simon St. Pierre, violoneux américain († 7 juillet 2016).
- 28 février :
  - Albert Bouvet, coureur cycliste français († 20 juillet 2017).
  - Pierre Jansen, compositeur de musique de film français († 13 août 2015).
  - Roh Shin-yeong, homme d'État sud-coréen († 21 octobre 2019).

## Mars
- 1er mars : Gastone Nencini, coureur cycliste italien († 1er février 1980).
- 2 mars :
  - Novello Novelli, acteur de genre italien († 10 janvier 2018).
  - Susumu Okubo, physicien théoricien japonais († 17 juillet 2015).
  - Tom Wolfe, journaliste, essayiste et écrivain américain († 14 mai 2018).
  - Sergueï Kovalev, personnalité politique russe, militant pour la défense des droits de l'homme († 9 août 2021).
- 3 mars :
  - Keiiti Aki, sismologue japonais († 17 mai 2005).
  - Washington Benavides, poète et musicien uruguayen († 24 septembre 2017).
  - Heiner Geißler, homme politique allemand († 12 septembre 2017).
- 5 mars :
  - Guy Gaucher, évêque catholique français, évêque auxiliaire émérite de Bayeux et Lisieux († 3 juillet 2014).
  - John Ashley, arbitre officiel canadien de la Ligue nationale de hockey canadienne († 5 janvier 2008).
- 7 mars : Antony Armstrong-Jones, designer, photographe et réalisateur britannique († 13 janvier 2017).
- 8 mars : Joseph Mélèze-Modrzejewski, historien français et polonais de l'Antiquité classique († 30 janvier 2017).
- 9 mars :
  - Harry Aarts, homme politique néerlandais († 25 mars 2020).
  - Ornette Coleman, saxophoniste ténor et alto, trompettiste, violoniste et compositeur de jazz américain († 11 juin 2015).
  - Ota Filip, romancier et journaliste tchécoslovaque naturalisé allemand († 2 mars 2018).
  - Stephen Fumio Hamao, cardinal japonais de la curie romaine († 8 novembre 2007).
  - Joaquín Tejedor, footballeur espagnol († 23 septembre 2016).
- 10 mars : Ignacio Barrios, peintre mexicain († 22 janvier 2013).
- 11 mars : Smaïl Hamdani, homme d'État algérien († 7 février 2017).
- 12 mars :
  - Stanislas Bober, coureur cycliste français († 8 juillet 1975).
  - Victor Franco, écrivain et journaliste français († 18 février 2018).
  - Scoey Mitchell, acteur américain († 19 mars 2022).
  - Win Tin, journaliste birman († 21 avril 2014).
- 13 mars :
  - Doug Harvey, arbitre américain de baseball († 13 janvier 2018).
  - Blue Mitchell, trompettiste de jazz américain († 21 mai 1979).
- 14 mars :
  - Georges Martin, ingénieur français († 29 juillet 2017).
  - Bruno Nettl, ethnomusicologue et musicologue tchécoslovaque naturalisé américain († 15 janvier 2020).
  - Dieter Schnebel, compositeur et un professeur allemand de musique expérimentale († 20 mai 2018).
- 15 mars :
  - Jaurès Alferov, physicien et homme politique soviétique puis russe d'origine biélorusse († 1er mars 2019).
  - Alba Arnova, ballerine et actrice italienne († 11 mars 2018).
  - Mongi Kooli, avocat et homme politique tunisien († 14 juin 2018).
- 16 mars : Tommy Flanagan, pianiste américain de jazz († 16 novembre 2001).
- 17 mars : James Irwin, astronaute américain († 8 août 1991).
- 18 mars : Adam Joseph Maida, cardinal américain, archevêque émérite de Détroit.
- 19 mars :
  - Gualtiero Marchesi, chef cuisinier italien († 26 décembre 2017).
  - Alex Métayer, humoriste français († 21 février 2004).
- 20 mars :
  - Michel Magne, compositeur et musicien français († 19 décembre 1984).
  - Thomas Stafford Williams, cardinal néo-zélandais, archevêque émérite de Wellington († 22 décembre 2023).
  - Cecil Wallace Whitfield, homme politique bahamien († 9 mai 1990).
- 21 mars :
  - James Coco, acteur américain († 25 février 1987).
  - Guy Cury, athlète français, spécialiste du 400 mètres haies († 16 mars 2018).
- 22 mars : 
  - Stephen Sondheim, compositeur et parolier américain de comédies musicales († 26 novembre 2021).
  - Pat Robertson, télévangéliste américain († 8 juin 2023).
- 23 mars :
  - George Rabb, zoologiste américain († 27 juillet 2017).
  - Gabriel Tambon, homme politique français († 27 décembre 2015).
- 24 mars :
  - Pierre Clayette, peintre, graveur, aquafortiste, lithographe, illustrateur et scénographe français († 18 décembre 2005).
  - Steve McQueen, acteur américain († 7 novembre 1980).
- 26 mars :
  - Kitty Prins, chanteuse de country néerlandaise († 18 octobre 2000).
  - Sigge Parling, footballeur suédois († 17 septembre 2016).
  - Sandra Day O'Connor, juge américaine à la Cour suprême des États-Unis d'Amérique († 1er décembre 2023).
- 27 mars : Daniel Spoerri, artiste plasticien suisse, d'origine roumaine († 6 novembre 2024).
- 28 mars : Naser Malek Motiee, acteur et réalisateur iranien († 25 mai 2018).
- 29 mars :
  - Nine Culliford, coloriste belge de bande dessinée († 5 juillet 2016).
  - Anerood Jugnauth, homme d'État mauricien († 3 juin 2021).
  - Francisco Molina, joueur de football international chilien d'origine espagnole († 14 novembre 2018).
- 30 mars : 
  - Guy Hachette, éditeur français († 24 janvier 2017).
  - John Astin, acteur, réalisateur, scénariste et producteur américain.
  - Philippe Kpodzro, prélat catholique togolais († 9 janvier 2024).
- 31 mars :
  - Julián Herranz Casado, cardinal espagnol.
  - Julio San Emeterio, coureur cycliste espagnol († 28 avril 2010).

## Avril
- 1er avril :
  - Bâ Mamadou, homme politique guinéen  († 26 mai 2009).
  - Christiane Gilles, syndicaliste et féministe française († 29 octobre 2016).
  - Dámaso Gómez, matador espagnol.
  - Grace Lee Whitney, actrice et compositrice américaine († 1er mai 2015).
- 3 avril : 
  - Helmut Kohl, homme d'État allemand, Chancelier fédéral d'Allemagne de 1982 à 1998 († 16 juin 2017).
  - Jenny Clève, actrice de cinéma française († 17 février 2023).
- 4 avril :
  - Margherita de Savoie-Aoste, princesse d'Archiduchesse italo-autrichienne († 10 janvier 2022).
  - Lee Seng Wee, homme d'affaires singapourien († 7 août 2015).
- 5 avril :
  - Doğan Babacan, footballeur et arbitre de football turc († 18 mai 2018).
  - Marietta Marich, actrice américaine  († 28 septembre 2017).
- 7 avril :
  - Vilma Espín, révolutionnaire et femme politique cubaine († 18 juin 2007).
  - Andrew Sachs, acteur germano-britannique († 23 novembre 2016).
  - Roger Vergé, cuisinier français († 5 juin 2015).
- 8 avril : 
  - Erich Padalewski, acteur autrichien († 24 février 2018).
  - Charles-Hughes de Bourbon-Parme, membre de la maison ducale de Parme († 18 août 2010).
- 9 avril : 
  - Folco Quilici, écrivain, réalisateur et scénariste italien († 24 février 2018).
  - Frank Albert Cotton, chimiste inorganicien américain  († 20 février 2007).
- 10 avril :
  - Michel Polac, journaliste français († 7 août 2012).
  - Claude Bolling, pianiste de jazz français († 29 décembre 2020).
- 11 avril : Ronald Fraser, acteur anglais († 13 mars 1997).
- 12 avril : John Landy, athlète australien († 24 février 2022).
- 13 avril : Seamus Dunne, footballeur irlandais († 26 septembre 2016).
- 14 avril :
  - Raymond Danon, producteur de cinéma français († 10 octobre 2018).
  - Bradford Dillman, acteur américain († 16 janvier 2018).
- 15 avril : Vigdís Finnbogadóttir, femme politique, présidente de la république d'Islande de 1980 à 1996.
- 16 avril :
  - Zeev Kun, peintre israélien d’origine hongroise († 20 juin 2024).
  - Herbie Mann, flûtiste de jazz américain († 1er juillet 2003).
  - John Seward Johnson II, sculpteur américain († 10 mars 2020).
- 17 avril :
  - Chris Barber, tromboniste de jazz britannique († 2 mars 2021).
  - Rémy Julienne, cascadeur et concepteur de cascades français († 21 janvier 2021).
  - Venantino Venantini, acteur italien († 9 octobre 2018).
  - Henry Lincoln, scénariste, journaliste et écrivain britannique († 23 février 2022).
- 18 avril :
  - Michel Didisheim, haut fonctionnaire belge († 6 janvier 2020).
  - Jean Guillou, organiste, pianiste, compositeur et improvisateur français († 26 janvier 2019).
  - Robert Nyel, auteur-compositeur-interprète puis dessinateur satirique et peintre français († 16 novembre 2016).
  - Jean Vendome, artiste joaillier français († 9 août 2017).
- 19 avril :
  - Curtis Roosevelt, fonctionnaire et commentateur politique américain († 26 septembre 2016).
  - Manuel Torres, footballeur espagnol († 14 mars 2014).
- 20 avril :
  - Pierre Hatet, acteur français († 24 mai 2019).
  - Peter Schutz, industriel américain d'origine allemande († 29 octobre 2017).
- 21 avril : Mário Covas Junior, homme politique brésilien († 6 mars 2001).
- 22 avril :
  - Carlo Bernardini, physicien, écrivain et homme politique italien († 21 juin 2018).
  - Joseph Dergham, prélat catholique libanais de l'Église maronite († 28 octobre 2015).
  - Georges Schoeters, terroriste belge au Québec († 26 mai 1994).
- 23 avril :
  - Silvana Mangano actrice de cinéma italienne († 16 décembre 1989).
  - Henri Thomas, peintre français († 10 février 2016).
- 24 avril :
  - Richard Donner, réalisateur, producteur et acteur américain († 5 juillet 2021).
  - Étienne Gaboury, architecte canadien († 14 octobre 2022).
  - José Sarney, premier président de facto de la république fédérative du Brésil.
- 28 avril : Louison Roblin, actrice française († 27 octobre 2016).
- 29 avril :
  - Rik Coppens, footballeur belge († 5 février 2015).
  - Jean Rochefort, comédien français († 9 octobre 2017).

## Mai
- 1er mai :
  - Ethel Ayler, actrice américaine († 18 novembre 2018).
  - Maya Inchikian, chimiste arménienne  († 13 décembre 2013).
- 2 mai : 
  - Mohammad Madjlessi, poète, écrivain et traducteur iranien († 3 janvier 2021).
  - Marco Pannella, homme politique italien († 19 mai 2016).
- 3 mai : Jean Monnier, homme politique français († 26 octobre 2018).
- 4 mai :
  - Hartmut Hoffmann, historien allemand († 15 avril 2016).
  - Roberta Peters, soprano colorature américaine († 18 janvier 2017).
  - Raphaël Tellechéa, footballeur français († 10 novembre 2008).
  - Jacques Valade, homme politique français († 3 octobre 2023).
  - Katherine Jackson, personnalité américaine.
- 5 mai : Michael James Adams, astronaute de l'USAF († 15 novembre 1967).
- 6 mai :
  - Philippe Beaussant, musicologue et nouvelliste français († 8 mai 2016).
  - Gabriel Rossi, footballeur français († 19 octobre 2009).
- 7 mai :
  - Jean Gandois, chef d'entreprise français († 7 août 2020).
  - Michel Kitabdjian, arbitre international français de football d'origine arménienne († 18 mars 2020).
  - Héctor Mario López Fuentes, général guatémaltèque († 18 octobre 2015).
  - Anatoli Loukianov, homme politique soviétique puis russe († 9 janvier 2019).
  - Babe Parilli, quaterback américain de football américain († 15 juillet 2017).
  - Gérard Sévérin, psychanalyste français († 20 avril 2015).
- 8 mai :
  - Jacques Frémontier, journaliste, historien et écrivain français († 7 avril 2020).
  - Edgar Fruitier, homme de théâtre et mélomane québécois, canadien († 29 novembre 2024).
- 9 mai : 
  - Alicia Appleman-Jurman, écrivaine juive polonaise survivante de la Shoah († 8 avril 2017).
  - Elena Lagadinova, partisane et femme politique bulgare († 29 octobre 2017).
- 10 mai :
  - Adam Darius, danseur, artiste mime, écrivain et chorégraphe américain († 3 décembre 2017).
  - Fernand Picot, coureur cycliste français († 22 octobre 2017).
  - George E. Smith, Scientifique américain († 28 mai 2025).
- 11 mai :
  - Edward Kamau Brathwaite, poète et universitaire barbadien († 4 février 2020).
  - Henri Courtine, judoka français († 20 février 2021).
  - Edsger Dijkstra, mathématicien et informaticien néerlandais († 6 août 2002).
- 13 mai : José Jiménez Lozano, écrivain espagnol († 9 mars 2020).
- 14 mai : María Irene Fornés, metteuse en scène et dramaturge américaine († 30 octobre 2018).
- 15 mai :
  - Clint EastwoodJasper Johns, peintre américain.

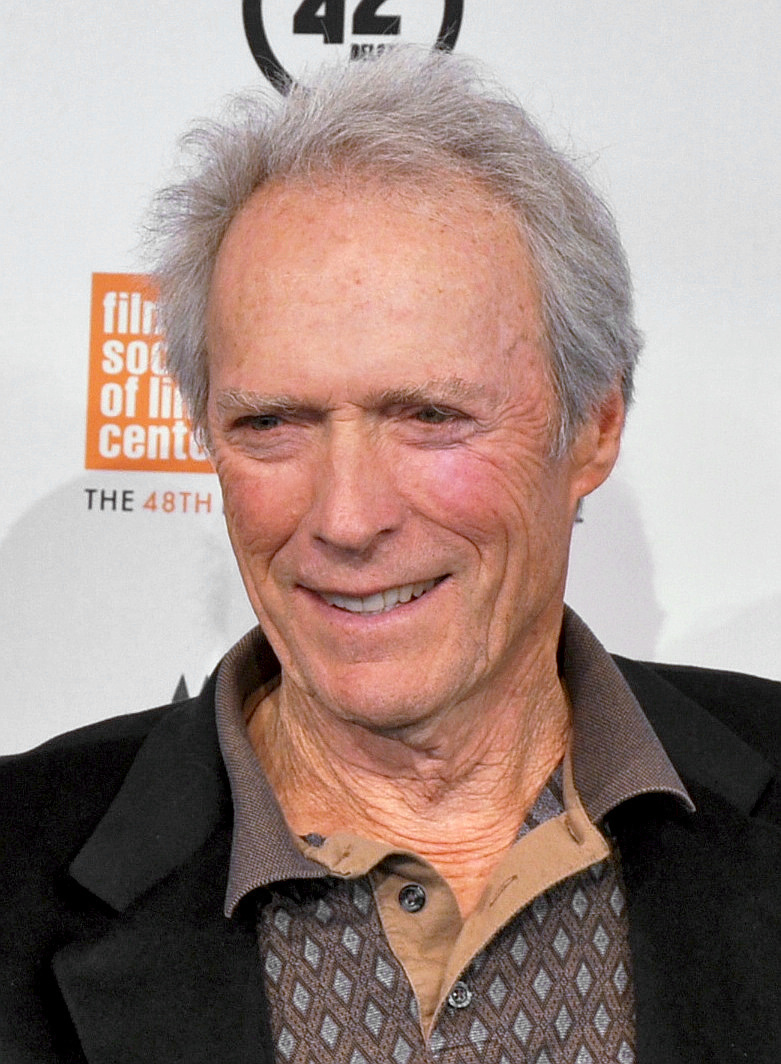
Clint Eastwood

  - Grace Ogot, auteur kényan de nouvelles et de romans († 18 mars 2015).
- 17 mai : Jean Paul Barbier-Mueller, collectionneur suisse († 22 décembre 2016).
- 18 mai :
  - Don L. Lind, astronaute américain († 30 août 2022).
  - Arthur Paecht, homme politique français († 11 août 2018).
  - Coby Timp, actrice néerlandaise.
- 19 mai :
  - Maurice Fillonneau, peintre et aquarelliste français († 18 mars 2000).
  - Rudolf Kalman, mathématicien et automaticien américain d'origine hongroise († 2 juillet 2016).
- 20 mai :
  - René Séjourné, évêque catholique français († 1er juin 2018).
  - Mate Trojanović, rameur yougoslave puis croate († 27 mars 2015).
- 21 mai :
  - Keith Davis, joueur de rugby à XV néo-zélandais († 2 mars 2019).
  - Malcolm Fraser, homme politique libéral australien († 20 mars 2015).
  - Yves Gasc, poète et acteur français († 22 novembre 2018).
  - Gianni Ghidini, coureur cycliste italien († 20 juin 1995).
  - Inomjon Usmonxoʻjayev, homme d'État soviétique puis ouzbek († 17 mars 2017).
  - Sylwester Checinski, réalisateur polonais († 8 décembre 2021).
  - Kesang Choden, reine consort du Bhoutan de 1951 à 1972.
- 22 mai :
  - Marisol Escobar, sculptrice vénézuélo-américaine († 30 avril 2016).
  - Harvey Milk, homme politique et militant pour les droits des homosexuels américains († 27 novembre 1978).
- 23 mai :
  - Friedrich Achleitner, architecte et écrivain autrichien († 27 mars 2019).
  - Michel Deguy, poète, traducteur et essayiste français († 16 février 2022).
- 24 mai :
  - Robert Bateman, peintre animalier.
  - Ryszard Kiwerski, peintre, graphiste et affichiste polonais († 20 décembre 2015).
- 25 mai :
  - François Gelhausen, coureur cycliste luxembourgeois († 2 avril 2001).
  - Sonia Rykiel, grande couturière et designer française († 25 août 2016).
- 26 mai : Claude Bernard-Aubert,  scénariste et réalisateur français († 25 juin 2018).
- 27 mai : John Barth, écrivain américain († 2 avril 2024).
- 28 mai : Frank Drake, astronome américain († 2 septembre 2022).
- 29 mai :
  - Asbjørn Hansen, footballeur norvégien († 25 mars 2017).
  - Burkhard Hirsch, homme politique allemand († 11 mars 2020).
- 30 mai : Robert Ryman, peintre, dessinateur et illustrateur américain († 8 février 2019).
- 31 mai :
  - Harold Demsetz,  professeur émérite d'économie américain († 4 janvier 2019).
  - Clint Eastwood, acteur, producteur et réalisateur américain.
  - Bernard Quennehen, coureur cycliste français († 22 janvier 2016).

## Juin
- 1er juin :
  - Pat Corley, acteur américain († 11 septembre 2006).
  - Lev Kuznetsov, escrimeur soviétique puis russe († 16 mars 2015).
  - Richard Levins, mathématicien écologue, professeur d'université et militant politique américain († 19 janvier 2016).
  - Edward Woodward, acteur et chanteur britannique († 16 novembre 2009).
- 2 juin :
  - Charles Conrad, astronaute américain († 8 juillet 1999).
  - Vic Firth, musicien américain († 26 juillet 2015).
  - Huda Naamani, écrivaine libanaise († 31 octobre 2020).
  - Claude Véga, imitateur, humoriste et comédien français († 11 avril 2022).
- 3 juin : 
  - Antonio Cubillo, avocat et homme politique indépendantiste canarien († 10 décembre 2012).
  - Anthony Harvey, réalisateur et monteur britannique († 23 novembre 2017).
  - George Fernandes, syndicaliste, homme politique, journaliste et agriculteur indien († 29 janvier 2019).
  - Michèle Rosier, styliste, réalisatrice et scénariste française († 2 avril 2017).
  - Václav Vorlíček, réalisateur tchécoslovaque puis tchèque († 5 février 2019).
  - Abbas Zandi, lutteur iranien († 30 octobre 2017).
- 4 juin :
  - Edward Kelsey, acteur britannique († 23 avril 2019).
  - Morgana King, actrice et chanteuse américaine de jazz († 22 mars 2018).
  - François Konrady, footballeur professionnel français  († 2 mars 2019).
  - Ursula Lehr, universitaire et femme politique allemande († 25 avril 2022).
  - Carlos Lucas, boxeur chilien († 19 avril 2022).
- 6 juin :
  - Jerry Dumas, auteur de bande dessinée et illustrateur américain († 12 novembre 2016).
  - Clélie Lamberty, peintre et plasticienne belge († 8 juillet 2013).
- 7 juin : Gérard Genette, critique littéraire français et théoricien de la littérature française († 11 mai 2018).
- 9 juin :
  - Barbara, chanteuse française († 24 novembre 1997).
  - Yngve Brodd, joueur et entraîneur de football suédois († 23 septembre 2016).
  - Jacques Richomme, homme politique français († 25 septembre 2018).
  - Jean-Pierre Vielfaure, peintre, graveur et lithographe français († 27 avril 2015).
- 10 juin : Ilya Glazounov, peintre soviétique puis russe († 9 juillet 2017).
- Grace Mirabella, rédactrice en chef de Vogue († 21 décembre 2021).
- 12 juin :
  - Adolf Born, peintre, caricaturiste, cinéaste et illustrateur tchécoslovaque († 22 mai 2016).
  - Bruno Monti, coureur cycliste italien († 16 août 2011).
  - Jim Nabors, acteur et chanteur américain († 30 novembre 2017).
  - Son Sen, ministre khmer rouge de la défense († 10 juin 1997).
- 13 juin : 
  - Armando Hart, homme politique cubain († 26 novembre 2017).
  - Paul Veyne, historien français († 29 septembre 2022).
- 14 juin : Charles McCarry, écrivain américain († 26 février 2019).
- 15 juin :
  - Ikuo Hirayama, peintre japonais, pacifiste et militant actif du désarmement nucléaire († 2 décembre 2009).
  - Marcel Pronovost, joueur de hockey sur glace canadien († 26 avril 2015).
  - Monique Van Tichelen, femme politique belge († 12 février 2018).
  - Odile Versois, comédienne française († 23 juin 1980).
- 16 juin :
  - Werner Arnold, coureur cycliste suissen († 1er février 2005).
  - Gotthard Graubner, peintre allemand († 24 mai 2013).
  - Manfredi Nicoletti, architecte italien († 29 octobre 2017).
  - Bernard Talon, homme politique français († 9 mars 2022).
  - Vilmos Zsigmond, chef opérateur américain d'origine hongroise († 1er janvier 2016).
- 17 juin : Romuald Twardowski, compositeur polonais († 13 janvier 2024).
- 18 juin : Claude Goutin, sculpteur et dessinateur français († 27 août 2018).
- 19 juin :
  - François Abadie, homme politique français († 2 mars 2001).
  - Gena Rowlands, actrice américaine († 14 août 2024).
- 20 juin :
  - Magdalena Abakanowicz, sculptrice et artiste textile polonaise († 20 avril 2017).
  - Bill Hougland, joueur de basket-ball américain († 6 mars 2017).
- 21 juin :
  - Francisco D'Alessandri, cavalier argentin de dressage († 7 avril 2018).
  - Gerald Kaufman, homme politique britannique († 26 février 2017).
  - Sune Larsson, fondeur suédois.
- 22 juin :
  - Iouri Artioukhine, cosmonaute soviétique puis russe († 3 août 1998).
  - Gilles Jacob, critique, essayiste, réalisateur et personnalité française du monde du cinéma.
- 23 juin :
  - Donn Eisele, astronaute américain († 2 décembre 1987).
  - Elza Soares, chanteuse brésilienne († 20 janvier 2022).
- 24 juin :
  - Rolf Bloch, industriel suisse († 27 mai 2015).
  - Claude Chabrol, cinéaste français († 12 septembre 2010).
  - Jack Rabinovitch, homme d'affaires et philanthrope canadien († 6 août 2017).
  - June Thomson, auteur britannique de romans policiers.
- 25 juin : James Sedin, joueur de hockey sur glace américain († 23 février 2021).
- 26 juin :
  - Pierre Gartier, peintre français († 18 octobre 2016).
  - Moeenuddin Ahmad Qureshi, homme d'affaires et homme d'État pakistanais († 22 novembre 2016).
  - Wolfgang Schwanitz, homme politique allemand († 1er février 2022).
- 27 juin :
  - Marius Bruat, footballeur français († 1er janvier 2020).
  - Ross Perot, homme d'affaires et politique américain († 9 juillet 2019).
  - Tommy Kono, haltérophile américain († 24 avril 2016).
- 28 juin :
  - José Luis Artetxe, footballeur espagnol († 19 mars 2016).
  - Jack Gold, producteur et réalisateur britannique († 9 août 2015).
  - Ignace Pierre VIII Abdel-Ahad, prélat catholique syrien († 4 avril 2018).
  - Pierre Romeijer, chef cuisinier belge († 12 juillet 2018).
- 29 juin :
  - Edward Johnson III, homme d'affaires et milliardaire américain († 23 mars 2022).
  - Viola Léger, actrice américaine († 28 janvier 2023).
  - Émile Marcus, évêque catholique français, archevêque émérite de Toulouse.
  - Sławomir Mrożek, écrivain et dramaturge polonais († 15 août 2013).
- 30 juin :
  - Pierre Miquel, historien français († 26 novembre 2007).
  - Marie-Madeleine Peyronnet, écrivain français († 24 avril 2023).
  - Thomas Sowell, écrivain, économiste et chroniqueur politique américain.
  - Ahmed Zaki Yamani, homme politique saoudien († 23 février 2021).

## Juillet
- 1er juillet :
  - Gonzalo Sánchez de Lozada, président de la république de Bolivie.
  - Abou El Kacem Saâdallah, historien algérien († 14 décembre 2013).
- 2 juillet :
  - Claude Michel Cluny, poète, critique littéraire, critique cinématographique, nouvelliste et romancier français († 11 janvier 2015).
  - Robert Gilpin, chercheur en économie politique internationale américain († 20 juin 2018).
  - Ahmad Jamal, pianiste de jazz américain († 16 avril 2023).
  - Michel King, peintre français († 18 janvier 2025).
  - Carlos Menem, Président de la Nation argentine de 1989 à 1999 († 14 février 2021).
  - Barbara G. Walker, autrice et féministe américaine
- 3 juillet :
  - Ku Feng, acteur chinois.
  - Lucien Jacob, homme politique français († 28 novembre 2019).
  - Pete Fountain, clarinettiste et saxophoniste de jazz américain († 6 août 2016).
- 4 juillet :
  - Claude Besuchet, entomologiste suisse († 25 juillet 2020).
  - Mohamed Demagh, sculpteur algérien († 16 août 2018).
  - Michel Celaya,  joueur international de rugby à XV français († 1er janvier 2020).
  - Frounzik Mkrtchian, acteur soviétique et arménien († 29 décembre 1993).
  - Yuriy Tyukalov, rameur soviétique puis russe († 19 février 2018).
- 5 juillet : Tommy Cook, acteur américain.
- 6 juillet :
  - Peter Wieland, chanteur allemand († 2 mars 2020).
  - Françoise Mallet-Joris, écrivain franco-belge († 13 août 2016).
  - George Edward Armstrong, joueur de hockey sur glace canadien († 24 janvier 2021).
- 7 juillet :
  - Carlos Clarens, écrivain, acteur, photographe de plateau et historien du cinéma américain († 2 août 1987).
  - Theodore Edgar McCarrick, cardinal américain renvoyé de l'état clérical, archevêque émérite de Washington, D.C. († 3 avril 2025).
  - Hank Mobley, saxophoniste de jazz américain († 30 mai 1986).
  - Michel Odent, chirurgien et obstétricien français.
  - Biljana Plavšić, présidente de la république serbe de Bosnie.
- 8 juillet :
  - Bernard Comte, historien français.
  - Maurice Gransart, footballeur français († 27 avril 2013).
- 9 juillet :
  - Buddy Bregman, arrangeur, producteur et compositeur américain († 8 janvier 2017).
  - Allan Lawrence, athlète australien puis américain, spécialiste du 10 000 mètres († 15 mai 2017).
  - Hans Mühlethaler, écrivain et dramaturge suisse († 17 septembre 2016).
- 10 juillet :
  - Michel Brigand, peintre, sculpteur, dessinateur et graveur français.
  - André Damien, avocat, homme politique et écrivain français († 5 mars 2019).
  - Josephine Veasey, mezzo-soprano anglaise  († 22 février 2022).
- 11 juillet :
  - Dick Beyer, catcheur (lutteur professionnel) américain († 7 mars 2019).
  - Harold Bloom, critique littéraire et professeur américain († 14 octobre 2019).
  - Erling Brøndum, homme politique danois († 4 août 2017).
  - Zarko Dadic, mathématicien, historien des sciences et astronome yougoslave.
- 12 juillet :
  - Jean Brankart, coureur cycliste sur route et sur piste belge († 23 juillet 2020).
  - Guy Ligier, pilote automobile, propriétaire d'écurie de course et constructeur automobile français († 23 août 2015).
  - Gordon Pinsent, acteur et réalisateur canadien († 25 février 2023).
  - Wulf Steinmann, physicien allemand († 3 janvier 2019).
- 13 juillet : 
  - Enrique Martínez, cavalier espagnol († 24 mars 2021).
  - Samuel Sanford Shapiro, statisticien et ingénieur américain († 5 novembre 2023).
- 14 juillet :
  - Abel Fernández, acteur américain († 3 mai 2016).
  - Paul-Émile de Souza, homme politique béninois († 17 juin 1999).
- 15 juillet :
  - Alberto Michelotti, arbitre de football italien († 18 janvier 2022).
  - Jacques Derrida, philosophe français († 8 octobre 2004).
  - Christian Brocard, acteur français († 17 novembre 2000).
  - Stephen Smale, mathématicien américain.
- 16 juillet :
  - Guy Béart, Auteur-compositeur-interprète français († 16 septembre 2015).
  - Ezio Frigerio, chef décorateur, scénographe et costumier italien († 2 février 2022).
- 17 juillet :
  - Monique Baroni, peintre, pastelliste et lithographe française († 14 juin 2016).
  - Ryōhei Hirose, compositeur japonais († 24 novembre 2008).
  - Arpád Račko, sculpteur slovaque († 2 janvier 2015).
- 18 juillet :
  - Emmanuel Bob Akitani, homme politique togolaise († 16 mai 2011).
  - Burt Kwouk, acteur anglais d'ascendance chinoise († 24 mai 2016).
- 19 juillet : Fatos Arapi, poète et écrivain albanais († 11 octobre 2018).
- 20 juillet :
  - Sally Ann Howes, actrice britannique († 19 décembre 2021).
  - Lotte Ingrisch, écrivain autrichienne († 25 juillet 2022).
  - Jean Cardot, sculpteur français († 13 octobre 2020).
  - Pierre Joatton, évêque catholique français, évêque émérite de Saint-Étienne († 22 novembre 2013).
- 21 juillet :
  - Sonny Grosso, acteur, producteur de télévision et de cinéma américain († 22 janvier 2020).
  - Helen Merrill, chanteuse de jazz américaine.
  - Claude Sales, journaliste français († 15 juin 2016).
- 22 juillet :
  - Jeremy Lloyd, scénariste, acteur, réalisateur et producteur britannique († 23 décembre 2014).
  - Sebastiano Mannironi, haltérophile italien († 12 juin 2015).
  - Neil Smelser, sociologue américain († 2 octobre 2017).
- 23 juillet :
  - Chuck Courtney, acteur et producteur américain († 19 janvier 2000).
  - Roger Hassenforder, coureur cycliste français († 3 janvier 2021).
  - Maurice Landrieu, homme politique américain († 5 septembre 2022).
  - Gustave Tiffoche, céramiste, sculpteur et peintre français († 25 juillet 2011).
  - Richard Van Genechten, coureur cycliste belge († 13 novembre 2010).
- 24 juillet : Gianni Clerici, journaliste sportif, écrivain et commentateur de télévision italien († 6 juin 2022).
- 25 juillet :
  - Daniel Louradour, peintre, illustrateur, décorateur et lithographe français († 8 juin 2007).
  - Herbert Scarf, économiste américain († 15 novembre 2015).
  - Jean Vuillemey, peintre français († 11 mars 2012).
- 27 juillet :
  - Jack Bownass, joueur de hockey sur glace canadien († 10 février 2010).
  - Einar Iversen, compositeur et pianiste de jazz norvégien († 3 avril 2019).
  - Andy White, batteur écossais († 9 novembre 2015).
- 28 juillet : Doudou N'diaye Rose, musicien percussionniste sénégalais († 19 août 2015).
- 29 juillet :
  - Georges Benedetti, médecin et homme politique français († 19 novembre 2018).
  - Paul Taylor, danseur et chorégraphe américain († 29 août 2018).
- 30 juillet : Russ Adams, photographe américain († 30 juin 2017).
- 31 juillet :
  - Nino Cristofori, syndicaliste et homme politique italien († 14 mars 2015).
  - Oleg Popov, clown et artiste de cirque soviétique puis russe († 2 novembre 2016).
  - Donald Read, historien britannique († 1er octobre 2018).
  - André Vallée, prélat catholique canadien († 28 février 2015).

## Août
- 1er août :
  - Pierre Bourdieu, sociologue français († 23 janvier 2002).
  - Geoffrey Holder, acteur, chorégraphe, metteur en scène, danseur, peintre, costumier et chanteur trinidadien († 5 octobre 2014).
- 2 août : Eddie Locke, musicien de jazz américain († 7 septembre 2009).
- 3 août : Roland Callebout, coureur cycliste belge († 6 octobre 1983).
- 4 août :
  - Enrico Castellani, peintre italien († 1er décembre 2017).
  - Kyozi Kawasaki, physicien japonais († 12 novembre 2021).
  - Ali al-Sistani, ayatollah iranien.
- 5 août :
  - Neil Armstrong, astronaute américain († 25 août 2012).
  - Michal Kováč, homme d'État slovaque († 5 octobre 2016).
- 6 août : Abbey Lincoln, chanteuse de jazz américaine († 14 août 2010).
- 7 août : Veljo Tormis, compositeur estonien († 21 janvier 2017).
- 8 août : Joan Mondale, 42e deuxième dame des États-Unis († 3 février 2014).
- 9 août :
  - Carmen Balcells, agent et éditrice littéraire espagnole († 21 septembre 2015).
  - James McIntosh, rameur d'aviron américain († 24 février 2018).
  - Jacques Parizeau, premier ministre du Québec († 1er juin 2015).
- 10 août :
  - Jacques Calonne, musicien, peintre et compositeur belge († 7 février 2022).
  - Luigi De Filippo, acteur, metteur en scène et dramaturge italien († 31 mars 2018).
  - Fakir Musafar, photographe, artiste et ingénieur électricien américain († 1er août 2018).
- 11 août :
  - William O'Neill, homme politique américain, Gouverneur du Connecticut de 1980 à 1991 († 24 novembre 2007).
  - Larry Popein, joueur et entraîneur de hockey sur glace canadien († 7 février 2020).
  - André Thomkins, peintre, sculpteur et poète suisse († 8 novembre 1985).
- 12 août : Jacques Tits, mathématicien français († 5 décembre 2021).
- 13 août : Édouard Aidans, dessinateur de bandes dessinées belge († 6 septembre 2018).
- 14 août :
  - Alfredo Arpaia, homme politique italien († 7 janvier 2019).
  - William Brantley Harvey Jr., avocat et homme politique américain († 12 décembre 2018).
  - George Kalsakau, homme politique vanuatais († 28 décembre 2001).
- 15 août :
  - Yahia el-Gamal, homme politique égyptien † 21 novembre 2016).
  - Tom Mboya, homme politique kényan († 5 juillet 1969).
- 16 août :
  - Trevor Brewer, joueur de rugby britannique († 15 juillet 2018).
  - Juan Campillo, coureur cycliste espagnol († 28 février 1964).
  - Frank Gifford, joueur américain de football américain († 9 août 2015).
  - Leslie Manigat, homme d'État haïtien († 27 juin 2014).
  - Antonio Permunian, joueur de football suisse († 5 mars 2020).
  - Tony Trabert, joueur de tennis américain († 3 février 2021).
  - Wolfgang Völz, acteur allemand († 2 mai 2018).
- 17 août : 
  - Simone Arnold Liebster, écrivaine  française.
  - Harve Bennett, producteur, scénariste, acteur et réalisateur américain († 25 février 2015).
- 18 août : Gianfranco Lazzaro, journaliste, poète et écrivain italien († 5 février 2018).
- 20 août : Jan Olszewski, avocat et homme d'État polonais († 7 février 2019).
- 21 août :
  - Princesse Margaret, Royaume-Uni († 9 février 2002).
  - Manolo Vázquez, matador espagnol († 14 août 2005).
- 22 août : Gésip Légitimus, pionnier dans l’expression audiovisuelle, artistique, politique et associative afro-antillaise en France († 18 janvier 2000).
- 23 août :
  - Cabeção, de son vrai nom Luís Morais, footballeur brésilien († 6 janvier 2020).
  - Michel Rocard, homme politique français († 2 juillet 2016).
- 24 août : Gil Mayer, joueur de hockey sur glace canadien († 29 septembre 2015).
- 25 août :
  - Sean Connery, acteur britannique († 31 octobre 2020).
  - Gueorgui Danielia, réalisateur et scénariste soviétique puis russe († 4 avril 2019).
  - Magnus Mwalunyungu, prélat catholique tanzanien († 13 février 2015).
  - Baldur Ragnarsson, poète islandais († 25 décembre 2018).
- 30 août :
  - Warren Buffett, homme d'affaires et investisseur américain.
  - Piero Leddi, peintre italien († 4 juin 2016).
  - Paul Poupard, cardinal français.
  - René Waldmann, ingénieur français († 6 novembre 2017).
- 31 août : Lou Tsioropoulos, joueur de basket-ball américain († 22 août 2015).

## Septembre
- 1er septembre :
  - Charles Correa, architecte indien († 16 juin 2015).
  - Ora Namir, femme politique et diplomate israélienne († 7 juillet 2019).
  - Michel Serres, philosophe, historien des sciences français († 1er juin 2019).
- 2 septembre :
  - François Mahé, coureur cycliste français († 31 mai 2015).
  - Ibn Abdur Rehman, militant des droits de l'homme pakistanais († 12 avril 2021).
- 3 septembre : Irina Ionesco, photographe française († 25 juillet 2022).
- 4 septembre : Reginald Gray, peintre portraitiste irlandais († 29 mars 2013).
- 5 septembre : Mircea Dobrescu, boxeur roumain († 6 août 2015).
- 6 septembre :
  - Salvatore De Giorgi, cardinal italien.
  - Normand L'Amour, musicien, chanteur et auteur-compositeur-interprète québécois († 3 novembre 2015).
- 7 septembre :
  - Baudouin Ier de Belgique, cinquième roi des Belges († 31 juillet 1993).
  - Sonny Rollins, saxophoniste de jazz américain.
  - Yuan Longping, Académicien de l’Académie chinoise d’ingénierie et expert en riz hybride († 22 mai 2021).
- 9 septembre : Svetozar Koljević, critique littéraire, historien de la littérature et traducteur serbe († 29 mai 2016).
- 10 septembre :
  - Michel Corvin, universitaire français († 20 août 2015).
  - Ferreira Gullar, poète et écrivain brésilien († 4 décembre 2016).
- 11 septembre :
  - Jean-Claude Forest, auteur de bande dessinée français († 30 décembre 1998).
  - Marc Galle, homme politique belge († 13 avril 2007).
- 12 septembre : Caravelli, compositeur, arrangeur et chef d'orchestre français († 1er avril 2019).
- 13 septembre : Leonardo Colella, footballeur brésilien d'origine italienne († 25 novembre 2010).
- 15 septembre :
  - Pierino Baffi, coureur cycliste italien († 27 mars 1985).
  - Miloud Chaâbi, homme d'affaires et politicien marocain († 16 avril 2016).
  - Dominique Guéret, homme d'État centrafricain  († 9 septembre 2006).
  - Endel Lippmaa, scientifique et homme politique estonien († 30 juin 2015).
- 17 septembre :
  - David Huddleston, acteur et producteur américain († 2 août 2016).
  - Hamlaoui Mekachera, homme politique français († 17 octobre 2018).
  - Edgar Mitchell, astronaute américain († 4 février 2016).
  - Thomas Stafford, astronaute américain († 18 mars 2024).
  - Marie-Thérèse Houphouët-Boigny, Première dame de Côte d'Ivoire.
- 18 septembre :
  - Ignace Moussa Ier Daoud, cardinal syrien († 7 avril 2012).
  - Raymond Stora, physicien français († 20 juillet 2015).
- 19 septembre :
  - Muhal Richard Abrams, pianiste de jazz américain († 29 octobre 2017).
  - Derek Nimmo, acteur anglais († 24 février 1999).
- 21 septembre :
  - Benigno Aspuru, coureur cycliste espagnol († 2 janvier 2014).
  - Helmut Berding, historien allemand († 7 janvier 2019).
- 22 septembre : Joni James, chanteuse américaine († 20 février 2022).
- 23 septembre :
  - Ray Charles, musicien et chanteur américain († 10 juin 2004).
  - Mathew Cheriankunnel, prêtre catholique indien † 30 mars 2022).
  - Gabriel Ellison, peintre, sculptrice, illustratrice, dessinatrice de timbre postal et écrivaine zambienne († 18 juillet 2017).
- 24 septembre :
  - Fernand Ouellette, poète, romancier et essayiste québécois, canadien.
  - John Young, astronaute américain († 5 janvier 2018).
- 25 septembre :
  - Nino Cerruti, styliste italien († 15 janvier 2022).
  - Ebba Hentze, auteur de livres pour enfants, poétesse et traductrice féroïenne († 20 mai 2015).
  - Simion Pop, écrivain, journaliste et diplomate roumain; le premier ambassadeur en Hongrie après la révolution roumaine de décembre 1989 († 12 mai 2008).
  - Witold Zagórski, joueur et entraîneur de basket-ball polonais († 30 juin 2016).
- 26 septembre :
  - Philip Bosco, acteur américain († 3 décembre 2018).
  - Robert Darnell, acteur américain († 27 janvier 1991).
  - Michele Giordano, cardinal italien, archevêque émérite de Naples († 2 décembre 2010).
  - Alice Harnoncourt, violoniste autrichienne († 20 juillet 2022).
- 27 septembre : Françoise Xenakis, romancière et journaliste française († 12 février 2018).
- 28 septembre : Lucien Mias, rugbyman français († 13 mai 2024).
- 29 septembre : Colin Dexter, écrivain britannique († 21 mars 2017).

## Octobre
- 1er octobre :
  - Philippe Noiret, acteur français († 23 novembre 2006).
  - Richard Harris, acteur, chanteur, compositeur et réalisateur irlandais († 25 octobre 2002).
- 2 octobre :
  - Dave Barrett, premier ministre de la Colombie-Britannique († 2 février 2018).
  - Dadamaino, peintre italienne († 13 avril 2004).
  - Ivy Dumont, femme politique, gouverneur général des Bahamas.
- 4 octobre :
  - James T. Callahan, acteur américain († 3 août 2007).
  - Erwin C. Dietrich, producteur, scénariste et réalisateur suisse († 15 mars 2018).
  - Bernard Hugo, homme politique français († 19 mars 2021).
  - Dolorès Laga, danseuse belge († 21 août 2017).
- 5 octobre :
  - Skip Homeier, acteur et réalisateur américain † 25 juin 2017).
  - Jonathan Janson, skipper britannique († 29 novembre 2015).
  - Litri (Miguel Báez Espuny), matador espagnol † 18 mai 2022).
  - Pavel Popovitch, cosmonaute soviétique († 30 septembre 2009).
  - Reinhard Selten, économiste allemand († 23 août 2016).
- 6 octobre :
  - Balamuralikrishna, chanteur indien († 22 novembre 2016).
  - Lou Cutell, acteur américain († 21 novembre 2021).
  - Raymond Malenfant, homme d'affaires canadien († 7 janvier 2022).
- 7 octobre : Katalin Berek, actrice hongroise († 26 février 2017).
- 8 octobre :
  - Tōru Takemitsu, compositeur japonais († 20 février 1996).
  - Pepper Adams, saxophoniste de jazz américain († 10 novembre 1986).
  - Marcel Guilloux, chanteur breton († 11 juin 2024).
- 9 octobre : Lucien Daloz, évêque catholique français, archevêque émérite de Besançon († 31 juillet 2012).
- 10 octobre :
  - Akiyuki Nosaka, romancier, chanteur et parolier japonais, membre de la Chambre des conseillers († 9 décembre 2015).
  - Yves Chauvin, chimiste français († 28 janvier 2015).
  - André Villers, photographe et artiste plasticien français († 1er avril 2016).
  - Kim Winona, actrice américaine († 23 juin 1978).
- 14 octobre : Mobutu Sese Seko, président de la république démocratique du Congo (Zaïre) († 7 septembre 1997).
- 15 octobre :
  - Shōichi Watanabe : universitaire japonais († 17 avril 2017).
  - Christian Wiyghan Tumi, cardinal camerounais († 3 avril 2021).
- 16 octobre : Claudévard, peintre et cartonnier suisse († 7 avril 2004).
- 18 octobre :
  - Frank Carlucci, homme politique et chef d'entreprise américain  († 3 juin 2018).
  - Hubert Coppenrath, évêque catholique français, archevêque de Papeete († 31 juillet 2022).
  - Barry McDaniel, chanteur lyrique américain (+18 juin 2018)
- 19 octobre : 
  - Kalervo Rauhala, lutteur finlandais spécialiste de la lutte gréco-romaine († 21 septembre 2016).
  - Henri Tibi, auteur-compositeur-interprète franco-tunisien († 14 mai 2013).
- 20 octobre : Jean Briane, homme politique français († 3 décembre 2021).
- 21 octobre : Alfred De Bruyne, coureur cycliste belge († 4 février 1994).
- 22 octobre : Todor Veselinović, footballeur yougoslave († 17 mai 2017).
- 23 octobre :
  - Boozoo Chavis, musicien zydeco américain († 5 mai 2001).
  - Simone Lagrange, résistante et déportée française († 17 février 2016).
  - Abe Segal, tennisman sud-africain († 4 avril 2016).
- 24 octobre : Johan Galtung, sociologue norvégien († 17 février 2024).
- 27 octobre :
  - Leo Baxendale, auteur de bande dessinée humoristique britannique († 23 avril 2017).
  - Claude Gozlan, peintre et lithographe français († 23 mars 2006).
  - Jorge Grau, réalisateur et scénariste espagnol († 26 décembre 2018).
- 28 octobre : Philip Saville, réalisateur et acteur britannique († 22 décembre 2016).
- 29 octobre :
  - André Bernier, homme politique fédéral canadien provenant du Québec († 29 mai 2012).
  - Christiane Collange, journaliste et écrivain français († 25 octobre 2023).
  - Basilio Martín Patino, réalisateur et scénariste espagnol († 13 août 2017).
  - Niki de Saint Phalle, artiste française († 21 mai 2002).
- 30 octobre :
  - Gian Vittorio Baldi, réalisateur, producteur et scénariste italien († 23 mars 2015).
  - Michel Crépeau, avocat et homme politique français († 30 mars 1999).
  - Timothy Findley, écrivain canadien anglophone († 20 juin 2002).
- 31 octobre : Michael Collins, astronaute américain († 28 avril 2021).

## Novembre
- 3 novembre : Mable John, chanteuse de blues et actrice de cinéma américaine († 25 août 2022).
- 4 novembre : Dick MacPherson, entraîneur de football américain († 8 août 2017).
- 5 novembre :
  - Richard Davalos, acteur américain († 8 mars 2016).
  - Clifford Irving, journaliste d’investigation et écrivain américain († 19 décembre 2017).
  - Hans Mommsen, historien allemand († 5 novembre 2015).
  - 6 novembre : Lou Cutell, acteur américain († 21 novembre 2021).
- 7 novembre :
  - Emmanuel Bourassin, historien et écrivain français († 22 juin 1999).
  - Antonio Marchesano, homme politique uruguayen († 24 janvier 2019).
  - Annet Nieuwenhuijzen, actrice néerlandaise († 5 août 2016).
- 8 novembre : Suat Mamat, footballeur turc († 3 février 2016).
- 9 novembre : Ivan Moravec, pianiste tchèque († 27 juillet 2015).
- 10 novembre :
  - Gene Conley, joueur de baseball américain († 4 juillet 2017).
  - Sergio Graziani, acteur de théâtre et de cinéma et acteur de doublage italien († 25 mai 2018).
- 11 novembre :
  - Frédéric Benrath, peintre français († 17 avril 2007).
  - Mildred Dresselhaus, physicienne américaine († 20 février 2017).
  - Hugh Everett, physicien et mathématicien américain († 19 juillet 1982).
- 12 novembre : Ivo Urbančič, philosophe slovène († 7 août 2016).
- 13 novembre : 
  - Adrienne Corri, actrice écossaise († 13 mars 2016).
  - René-Samuel Sirat, grand rabbin français († 10 février 2023).
- 14 novembre :
  - Peter Katin, pianiste et pédagogue anglo-canadien († 19 mars 2015).
  - Jānis Pujats, cardinal lituanien, archevêque de Riga.
  - Edward White, astronaute américain († 27 janvier 1967).
  - Pierre Bergé, homme d'affaires et mécène français († 8 septembre 2017).
- 15 novembre :
  - Olene S. Walker, femme politique américaine († 28 novembre 2015).
  - Aureliano Bolognesi, boxeur italien († 30 mars 2018).
- 16 novembre :
  - Salvatore Riina, criminel italien († 17 novembre 2017).
  - Waldo Tobler, cartographe et géographe américano-suisse († 20 février 2018).
- 17 novembre : Arlette Gruss, artiste de cirque française († 2 janvier 2006).
- 18 novembre :
  - Armand Couture, ingénieur civil canadien († 18 août 2022).
  - Marcel Marlier, illustrateur belge († 18 janvier 2011).
- 20 novembre :
  - Christine Arnothy, femme de lettres et journaliste française († 6 octobre 2015).
  - Bai Hua, écrivain chinois († 15 janvier 2019).
  - Saybattal Mursalimov, cavalier soviétique de concours complet († 20 juillet 2014).
  - Claude Putman, auteur-compositeur et chanteur américain († 30 octobre 2016).
- 20 novembre ou 30 novembre : Bernard Horsfall, acteur anglais († 29 janvier 2013).
- 21 novembre : Arthur Bialas, joueur et entraîneur de football est-allemand († 12 novembre 2012).
- 22 novembre :
  - Owen Garriott, astronaute américain († 15 avril 2019).
  - Peter Hall, réalisateur, acteur, scénariste et producteur britannique († 11 septembre 2017).
- 23 novembre :
  - William Brock, homme politique américain († 25 mars 2021).
  - Robert Easton, acteur et scénariste américain († 16 décembre 2011).
  - Herberto Hélder, écrivain et poète portugais († 23 mars 2015).
- 24 novembre :
  - Inge Feltrinelli, photographe italienne d'origine allemande († 20 septembre 2018).
  - Robert Urbain, homme politique belge († 9 novembre 2018).
- 26 novembre :
  - Aldo Biscardi, journaliste et animateur de télévision italien († 8 octobre 2017).
  - Jacques Foix, footballeur français († 14 juin 2017).
- 27 novembre : Gilbert Louage, peintre français († 5 décembre 1975).
- 29 novembre :
  - Jean-Claude Fasquelle, éditeur français († 13 mars 2021).
  - David Goldblatt, photographe sud-africain († 25 juin 2018).
- 30 novembre :
  - Gordon Liddy, avocat américain († 30 mars 2021).
  - Thijs Roks, coureur cycliste néerlandais († 7 février 2007).

## Décembre
- 1er décembre : 
  - Bill Kenville, joueur de basket-ball américain († 19 juin 2018).
  - Willie Marshall, joueur canadien de hockey sur glace († 2 juin 2023).
- 2 décembre :
  - Roderick MacFarquhar, universitaire britannique († 10 février 2019).
  - Natasha Parry, actrice britannique († 22 juillet 2015).
  - Vlatko Pavletić, homme politique croate  († 19 septembre 2007).
- 3 décembre :
  - Frédéric Etsou Nzabi Bamungwabi, cardinal congolais († 6 janvier 2007).
  - Jean-Luc Godard, réalisateur franco-suisse († 13 septembre 2022).
  - Yves Trudeau, sculpteur canadien († 18 décembre 2017).
- 4 décembre :
  - Rudolf Gelbard, homme politique autrichien († 24 octobre 2018).
  - Jim Hall, guitariste de jazz américain († 10 décembre 2013).
  - Carmelo Morales, coureur cycliste espagnol († 28 avril 2003).
  - René Privat, coureur cycliste français († 19 juillet 1995).
- 5 décembre : Yi-Fu Tuan, géographe sino-américain († 10 août 2022).
- 6 décembre :
  - Rolf Hoppe, acteur allemand († 14 novembre 2018).
  - André Lerond, footballeur français († 8 avril 2018).
- 9 décembre :
  - Arnold Belkin, peintre canadien et mexicain († 3 juillet 1992).
  - Pierre Blairet, syndicaliste français († 8 janvier 2019).
  - Lourdes Castro, peintre portugaise († 8 janvier 2022).
  - Buck Henry, acteur, réalisateur et scénariste américain († 8 janvier 2020).
  - Felicia Langer, avocate et militante des droits de l'homme germano-israélienne († 22 juin 2017).
  - Oscar Mejía Víctores, militaire et homme politique guatémaltèque († 1er février 2016).
  - Edoardo Sanguineti, italien († 18 mai 2010).
- 10 décembre :
  - Ladislav Fouček, coureur cycliste tchécoslovaque († 4 juillet 1974).
  - Clayton Yeutter, homme politique américain († 4 mars 2017).
- 11 décembre :
  - Chus Lampreave, actrice espagnole († 4 avril 2016).
  - Jean-Louis Trintignant, acteur et réalisateur français († 17 juin 2022).
- 12 décembre : Silvio Santos, Animateur de télévision et homme d'affaires brésilien († 17 août 2024).
- 14 décembre : Edgard Sorgeloos, coureur cycliste belge († 12 novembre 2016).
- 15 décembre : Edmond Tober, musicien de jazz († 30 novembre 2020).
- 16 décembre : Johnny Hubbard, footballeur sud-africain († 21 juin 2018).
- 17 décembre :
  - Bob Guccione, fondateur du magazine Penthouse († 20 octobre 2010).
  - Laurie Morgan, homme politique britannique († 18 janvier 2018).
  - Makoto Moroi, compositeur et critique musical japonais († 2 septembre 2013).
- 19 décembre : 
  - István Mészáros, philosophe marxiste hongrois († 1er octobre 2017).
  - Wally Olins, designer britannique († 14 avril 2024).
- 20 décembre : Eugène Tamburlini, coureur cycliste français († 25 octobre 1959).
- 21 décembre :
  - Borivoj Dovniković, réalisateur de dessin animé, caricaturiste et illustrateur yougoslave puis croate († 8 février 2022).
  - Lajos Für, homme politique hongrois († 22 octobre 2013).
- 22 décembre :
  - Jacques David, évêque catholique français, évêque émérite de Évreux († 19 décembre 2018).
  - Arturo Rojas de la Cámara, auteur de bande dessinée espagnol († 8 janvier 2019).
- 23 décembre : Paul Ambille, peintre français († 5 juillet 2010).
- 24 décembre : 
  - Matti Köli, joueur de basket-ball finlandais († 1er janvier 2018).
  - Arsenio Iglesias, footballeur espagnol († 5 mai 2023).
  - Linette Lemercier, actrice et chanteuse française.
- 25 décembre : Armenak Alachachian, joueur de basket-ball arménien († 4 décembre 2017).
- 26 décembre :
  - Jean Ferrat, auteur-compositeur-interprète français († 13 mars 2010).
  - Donald Moffat, acteur britannique († 20 décembre 2018).
- 27 décembre :
  - Guy Rachet, écrivain et archéologue français.
  - Marshall Sahlins, anthropologue américain († 5 avril 2021).
- 28 décembre : Franzl Lang, allemand surnommé le roi du yodel († 6 décembre 2015).
- 30 décembre :
  - André Capron, docteur en médecine, immunologiste et parasitologue français († 10 janvier 2020).
  - Elmira Minita Gordon, femme d'État bélizeéenne († 1er janvier 2021).
  - Dündar Ali Osmanoğlu, chef de la dynastie qui a régné sur l’Empire ottoman de 1281 à 1922 († 18 janvier 2021).

## Date précise inconnue
- Osendé Afana, économiste et homme politique camerounais († 15 mars 1966).
- Ronald Asselin, syndicaliste québécois († 25 mars 2015).
- Mounir Bachir, joueur de oud irakien († 28 septembre 1997).
- Boualem Bessaih, homme politique et homme de lettres algérien († 28 juillet 2016).
- Ruggero Giangiacomi, peintre italien († avril 2006).
- Hou Yuon, homme politique cambodgien († vers 1976).
- Mohammad Kiyavosh, homme politique iranien († 10 mars 2020).
- Antonio Lupatelli, illustrateur italien († 18 mai 2018).
- Anissa Makhlouf, épouse de l'ancien président syrien Hafez el-Assad et mère de l'actuel président Bachar el-Assad († 6 février 2016).
- Pierre Maranda, anthropologue canadien († 5 juillet 2015).
- Naba Kougri, 36e roi Moro Naba († 8 décembre 1982).
- Meriem Mazian, peintre marocaine († 29 mars 2009).
- Bernard Lédéa Ouédraogo, homme politique français puis burkinabé († 25 octobre 2017).
- Chheng Phon, dramaturge, scénariste, metteur en scène et comédien cambodgien († 22 décembre 2016).
- Winston Simon, musicien trinidadien spécialiste de steel drum († 18 avril 1976).
- Rabah Taleb, chanteur et auteur-compositeur-interprète algérien d'expression kabyle († 22 décembre 2015).
- Er-mi Zhao, herpétologiste chinois († 24 décembre 2016).